# Kerrville (Texas)
Kerrville è un comune (city) degli Stati Uniti d'America e capoluogo della contea di Kerr nello Stato del Texas. La popolazione era di 22 347 abitanti al censimento del 2010.

## Geografia fisica
Secondo lo United States Census Bureau, la città ha una superficie totale di 53,66 km², dei quali 52,58 km² di territorio e 1,07 km² di acque interne (2% del totale).
Si trova 58 miglia (93 km) a nord-ovest di San Antonio e 85 miglia (137 km) ad ovest di Austin.

## Società

### Evoluzione demografica
Secondo il censimento del 2010, la popolazione era di 22.347 abitanti.

### Etnie e minoranze straniere
Secondo il censimento del 2010, la composizione etnica della città era formata dall'86,26% di bianchi, il 3,07% di afroamericani, lo 0,55% di nativi americani, lo 0,93% di asiatici, lo 0,05% di oceanici, il 6,69% di altre razze, e il 2,43% di due o più etnie. Ispanici o latinos di qualunque razza erano il 27,4% della popolazione.